# Solenoptera quadrilineata
Solenoptera quadrilineata là một loài bọ cánh cứng trong họ Cerambycidae.